# Léon Courson
Léon Courson, né le 21 octobre 1883 à Noyant-de-Touraine (Indre-et-Loire) et décédé le 16 mai 1950 à Saint-Symphorien (Indre-et-Loire), est un homme politique français.

## Biographie
Viticulteur et négociant en vins, il est conseiller général et maire de Noyant-de-Touraine à la sortie de la guerre. Il est également très impliqué dans les associations d'anciens combattants. Élu député en 1932, il est rapporteur sur de nombreux textes. Le 10 juillet 1940, il vote les pleins pouvoirs au maréchal Pétain, mais est relevé de son inéligibilité en 1945.

## Mandats et fonctions
- Député radical d'Indre-et-Loire de 1932 à 1940

- Sous-secrétaire d'État à l'Éducation physique du 18 janvier au 13 mars 1938 dans le gouvernement Camille Chautemps (4)

## Source
- « Léon Courson », dans le Dictionnaire des parlementaires français (1889-1940), sous la direction de Jean Jolly, PUF, 1960 [détail de l’édition]